# Draw Something
Draw Something is de online variant van het spel Pictionary. Het spel is als app te downloaden voor iPhone- en Android-toestellen. In de gratis versie wordt het spel onderbroken door korte reclames. Tegen betaling is een reclamevrije versie verkrijgbaar.
Draw Something is ontwikkeld door het Amerikaanse bedrijf OMGPOP, dat op 21 maart 2012 werd overgenomen door Zynga Het spel verscheen in februari 2012 en was op 13 maart 2012 al meer dan 20 miljoen keer gedownload. Op 21 maart was het aantal downloads gestegen tot ruim 30 miljoen. Het tekenspel werd in Amerika in 2012 vaker tegen betaling via de App Store gedownload dan de nieuwe editie van Angry Birds, getiteld Space.

## Hoe wordt het spel gespeeld?
Het spel wordt gespeeld met twee personen, waarbij de één iets moet tekenen en de ander moet raden wat het is. De speler die tekent kan kiezen uit drie willekeurige woorden, op volgorde van moeilijkheid gerangschikt. Beide spelers kunnen één tot drie coins verdienen, afhankelijk van hoe moeilijk het gekozen woord is en of het getekende woord wordt geraden. Nadat de tekenaar zijn tekening heeft voltooid krijgt de rader een animatie te zien van hoe de tekening tot stand is gekomen, zonder de pauzes die de tekenaar daarbij heeft gebruikt. De rader ziet ook een aantal blanco vakjes (evenveel als het aantal letters van het te raden woord) en de letters van het te raden woord, die om het moeilijk te maken tussen willekeurige andere letters staan. De rader kan onbeperkt met deze letters het getekende woord raden. Met de gewonnen coins kan de speler nieuwe kleuren of bommen kopen.

### Tools
Elke speler krijgt een aantal "bommen". De rader kan met de bom letters elimineren die niet in het woord voorkomen, zodat alleen de goede letters overblijven. De tekenaar kan de bom gebruiken om drie nieuwe woorden te krijgen. Zonder bommen kan de rader op "pass" klikken en het spel overslaan; het spel begint dan weer bij set 1. De tekenaar kan de applicatie ook herstarten om nieuwe woorden te krijgen.